# Mudbound
Mudbound este un film american din 2017 realizat în genul dramă de epocă, regizat de Dee Rees, cu un scenariu scris de Dee Rees și Virgil Williams, bazat pe romanul cu același nume scris de Hillary Jordan. În rolurile principale sunt Carey Mulligan, Garrett Hedlund, Jason Clarke, Jason Mitchell și Mary J. Blige. Filmul prezintă doi veterani ai celui de-al doilea război mondial - unul alb, unul negru - care se întorc în Mississippi, în mediul rural abordând rasismul și sindromul de stres posttraumatic fiecare în felul său. Filmul a avut premiera la Festivalul de Film Sundance din 2017 la 21 ianuarie 2017, a fost lansat pe Netflix și în distribuție limitată pe 17 noiembrie 2017.
Criticii i-au apreciat scenariul, regia și modul în care au jucat actorii (în special Mitchell și Blige), iar la cea de-a 75-a ediție a Globurilor de Aur au primit nominalizări pentru cea mai bună actriță în rol secundar (Blige).] La cea de a 90-a ediție a premiilor Oscar, filmul a obținut patru nominalizări: cea mai bună actriță în rol secundar și cel mai bun cântec original pentru Blige, precum și cel mai bun scenariu adaptat. De asemenea, a obținut o nominalizare pentru cea mai bună imagine, Rachel Morrison devenind prima femeie nominalizată vreodată la această categorie. Mary J. Blige a devenit prima persoană care a fost nominalizată vreodată pentru un premiu de actorie și cântec în același an.

## Prezentare
Henry McAllan și fratele său, Jamie, se luptă să-și îngroape tatăl recent decedat în timpul unei furtuni. Când sicriul se dovedește prea greu pentru cei doi, Henry cere ajutorul familiei Jackson care trece pe acolo. Între cele două familii se pare că există o tensiune.
Filmul revine apoi în 1939, când Henry cumpără o fermă în afara orașului fictiv Marietta, Mississippi, în delta Mississippi și se mută acolo împreună cu soția sa, Laura, cu care are o căsătorie lipsită de pasiune, cu fiicele lor și cu tatăl său rasist al lui Henry, Pappy. Familia Jackson, condusă de fermierul chiriaș, Hap și de soția sa, Florence, lucrează în câmpurile de bumbac ale fermei și visează ca într-o zi să dețină propriul lot de pământ. Pe măsură ce începe cel de-al doilea război mondial, Jamie cere să devină pilot de armată zburând cu avionul bombardier B-25, în timp ce fiul cel mare al lui Jackson, Ronsel, intră în infanteria armatei și comandă un tanc Sherman. În timp ce se află în Europa, Ronsel începe o poveste de dragoste cu o femeie albă și se bucură de o relativă libertate de rasism.
Ambele familii suferă amenințarea sărăciei atunci când catârul familiei Jacksons trebuie să fie împușcat și Hap își rupe piciorul. Florence, care a lucrat pentru familia McAllans ca menajeră, trebuie să renunțe la slujbă pentru a acoperi lipsa lui Hap de pe câmp și un Henry insensibil îl forțează pe Hap să închirieze catârul său, tăind și salariile la jumătate. Laurei îi este milă de familie și plătește un doctorul pentru a-l ajuta pe Hap. Mai târziu, când Laura suferă un avort spontan, apelează la Florence pentru alinare.
Când războiul este câștigat, atât Ronsel, cât și Jamie se întorc acasă. Jamie, frumos și fermecător, își reaprinde atracția față de Laura, dar suferă de alcoolism, de sindromul de stres posttraumatic și de disprețul tatălui său, care denigrează bombardamentele forțelor aeriene considerându-le că ar fi o ucidere ușoară și anonimă. Ronsel, pe de altă parte, este sfidător atunci când Pappy îi cere să folosească ușa din spate a unui magazin în loc de ușa din față, pentru că este negru. Henry îi avertizează pe Hap și pe Florence că mândria lui Ronsel ar putea provoca probleme tuturor celor implicați dacă nu se abține, iar Ronsel este forțat să-și ceară scuze.
După ce Ronsel este martorul unuia dintre episoadele lui Jamie legate de trauma de după război, cei doi devin prieteni. Jamie îl tratează pe Ronsel cu respect, permițându-i să meargă pe scaunul din față al camionului familiei McAllan și împart o sticlă de băutură. Îi dezvăluie lui Ronsel că în timpul său în armată, viața lui a fost o dată salvată de un pilot negru, un incident care i-a rămas în memorie. Ronsel împărtășește în cele din urmă cu Jamie că prietena lui i-a dat naștere fiului lor și îi arată o fotografie. În afara prieteniei sale cu Ronsel, viața lui Jamie continuă să se prăbușească, culminând cu o ceartă cu Henry despre inutilitatea fermei, Laura simțindu-se mizerabil, ceartă după care Henry îi cere să plece. În timp ce se pregătește să facă acest lucru, el și Laura se confruntă cu sentimentele lor și fac dragoste.
Pappy, care îl văzuse anterior pe Ronsel pe scaunul din față al mașinii cu Jamie, găsește fotografia femeii albe germane și a copilului lor de rasă mixtă. Ronsel, aflat în căutarea fotografiei lipsă, este răpit de Pappy și de alți membri ai Ku Klux Klan și bătut brutal. Pappy îl aduce pe Jamie și îl forțează să asiste la „proces”" înainte de linșarea lui Ronsel. Jamie încearcă să lupte împotriva bărbaților, dar este bătut, iar Pappy îl obligă să aleagă pedeapsa lui Ronsel pentru „crima” de amestec rasial, dovedită de fotografia sa: să-și piardă ochii, limba sau testiculele. Dacă Jamie refuză să aleagă, Ronsel va fi ucis. Jamie este forțat să privească mutilarea limbii, iar Ronsel este spânzurat de picioare și lăsat să fie descoperit de familia sa. În timpul nopții, Jamie îl sufocă pe Pappy omorându-l, iar Laura îl minte pe Henry că Pappy a murit în timpul somnului. Hap și Florence își iau copiii și părăsesc ferma.
Filmul revine la scena din deschidere. În cele din urmă Hap este de acord să îi ajute, dar refuză să-i lase pe fiii săi să ajute la coborârea sicriului lui Pappy, aducând și un mic eulogiu. Jamie dă fotografiei fiului lui Ronsel lui Florence, pentru a-l transmite lui Ronsel.
Jamie își părăsește familia dezgustat. Familia Jackson se stabilește în cele din urmă la o fermă proprie, iar Ronsel, care este mut, se întoarce înapoi în Europa, unde se reunește cu prietena și fiul său.

## Distribuție
- Carey Mulligan în rolul Laura McAllan
- Garrett Hedlund în rolul Jamie McAllan
- Jason Clarke în rolul Henry McAllan
- Jason Mitchell în rolul Ronsel Jackson
- Mary J. Blige în rolul Florence Jackson
- Jonathan Banks în rolul Pappy McAllan
- Rob Morgan în rolul Hap Jackson
- Kelvin Harrison Jr. în rolul Weeks
- Claudio Laniado în rolul doctorului Pearlman
- Kennedy Derosin în rolul Lilly May Jackson

## Producția
Începerea realizării filmului a fost anunțată pe 21 martie 2016, Dee Rees fiind angajat în calitate de regizor, iar Carey Mulligan, Garrett Hedlund, Jason Clarke și Jason Mitchell fiind distribuiți în roluri. Pe 25 mai, Mary J. Blige a fost adăugată la distribuție. Pe 31 mai s-a anunțat că se alătură proiectului Jonathan Banks și Rob Morgan. Filmările au început în New Orleans, Louisiana, iar post-producția a fost realizată începând cu iulie 2016 în Marea Britanie.

## Lansarea
În urma premierei la Festivalul de Film de la Sundance din 2017, Mudbound a avut oferte de distribuție de la A24 și Annapurna Pictures. La 29 ianuarie 2017, Netflix a dobândit drepturile de distribuție. Filmul a avut premiera pe platforma de streaming, precum și o lansare de o săptămână în cinematografe în New York City și Los Angeles, pe 17 noiembrie 2017.